# 대정 (북주)
대정(大定, 581년 1월 ~ 2월)은 북주(北周) 정제(靜帝) 개국공(介國公) 우문연(宇文衍)의 두번째 연호이자 북주의 마지막 연호이다. 2개월 동안 사용하였다. 581년 2월, 정제는 양견(楊堅)에게 선위하고 황제에서 물러났으며 이로써 수(隋)나라가 건국되고 북주는 멸망하였다.

## 개원
- 대상(大象) 3년 1월 1일[1](581년 1월 21일)에 연호를 대정(大定)으로 개원함.[2][3][4][5]

- 대정(大定) 원년 2월 14일[6](581년 3월 4일)에 수나라 건국 후, 연호를 개황(開皇)으로 건원함.[7][8][4][5]

## 연대 대조표
| 대정        | 원년            |
| 서기        | 581년           |
| 간지        | 신축(辛丑)      |
| 남진 (南陳) | 태건(太建) 13년 |
| 후량 (後梁) | 천보(天保) 20년 |

## 동시대 연호

### 한국
신라(新羅)
- 홍제(鴻濟) (572년 ~ 584년)

### 중국
남진(南陳)
- 태건(太建) (569년 ~ 582년)

후량(後梁)
- 천보(天保) (562년 ~ 585년)

고창국(高昌國)
- 연창(延昌) (561년 ~ 601년)

## 같이 보기
- 다른 왕조의 같은 연호
  - 후량(後梁) 대정(大定, 555년 ~ 562년)
  - 리 왕조(李朝) 다이딘(大定, 1140년 ~ 1163년)
  - 금(金) 대정(大定, 1161년 ~ 1189년)
  - 쩐 왕조(陳朝) 다이딘(大定, 1369년 ~ 1370년)

- 중국의 연호 목록